# Bronze (couleur)
Pour les articles homonymes, voir Bronze (homonymie).

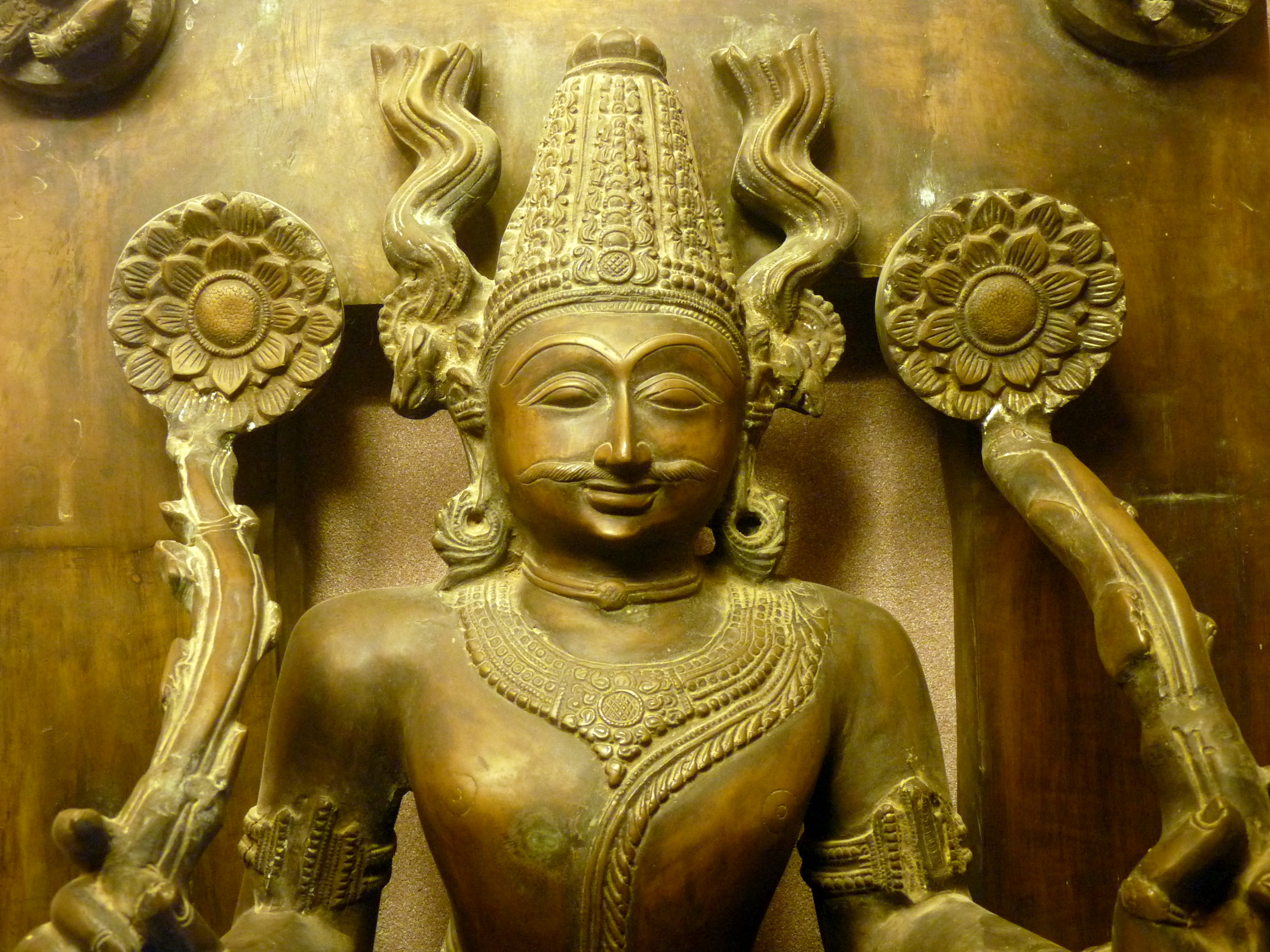
Bronze, Orissa State Museum, Bhubaneswar.

Bronze est un nom de couleur, d'après celle du bronze, un alliage métallique de couleur brune dans son état patiné.
L'adjectif bronzé est synonyme de bruni, c'est-à-dire « plus foncé ». Il s'applique à la couleur hâlée que prend par l'action du soleil la peau de personnes pâles si elles ne s'y exposent pas.

## Nuanciers
Au XIXe siècle Chevreul a entrepris de situer les couleurs les unes par rapport aux autres et par rapport aux raies de Fraunhofer. Il situe le bronze comme un 3 jaune 20 ton.
Le Répertoire de couleurs de la Société des chrysanthémistes, de 1905, donne plusieurs échantillons de couleurs de bronze, à chaque fois en quatre tons. Le no 298, en couleur brillante, Bronze (de Médaille), indique « ne diffère guère du stil de grain brun que par le vernis qui le recouvre ». Le brun de stil (no 297) est la teinture obtenue à partir du nerprun, qui paraît cependant plus claire, et qui, d'après les cotations de Chevreul, est aussi nettement plus orangé. Le Répertoire présente encore quelques couleurs qui peuvent s'appeler bronzées, synonyme évident de foncées, ou qui se réfèrent à la couleur du bronze oxydé comme les no 271 vert bronze, Vert Barbedienne no 287 (RC2) ; aussi un Jaune bronzé no 34, « de la couleur des monnaies de bronze nouvellement frappées » (RC1).
Dans le commerce de peinture pour artistes on trouve des teintes métallisées 712 bronze.Ces couleurs peuvent parfois être fabriquées à partir de poudre de bronze, classés pigment métal 2 au Colour Index. Les couleurs obtenues dépendent des alliages choisis et des traitements, en particulier d'oxydation, subis pendant la préparation (PRV1).